# یواس‌اس شیپسکات (ای‌اوجی-۲۴)
یواس‌اس شیپسکات (ای‌اوجی-۲۴) (به انگلیسی: USS Sheepscot (AOG-24)) یک کشتی بود که طول آن 220 ft 6 in بود. این کشتی در سال ۱۹۴۴ ساخته شد.